# Artvinská přehradní nádrž
Artvinská přehradní nádrž (turecky Artvin Barajı) je postavena na řece Čoroch, ležící v provincii Artvin v Černomořském regionu. Hlavním úkolem je výroba elektrické energie, instalovaný výkon je 340 MW.
Výstavba začala v prosinci roku 2010 a zprovozněna v lednu 2016.